# Kevin Vogt
Kevin Vogt (* 23. September 1991 in Witten) ist ein deutscher Fußballspieler, der als defensiver Mittelfeldspieler wie auch als Innenverteidiger eingesetzt wird. Er steht beim VfL Bochum unter Vertrag und ist ehemaliger deutscher Nachwuchsnationalspieler.

## Karriere

### Karrierebeginn in Bochum
Vogt wuchs im Bochumer Stadtteil Langendreer auf und begann seine fußballerische Laufbahn im Alter von drei Jahren beim VfB Langendreerholz. Er ging auf die Lessing-Schule in Bochum-Langendreer und wechselte 2002 als D-Jugendlicher zum WSV Bochum. 2004 ging er als C-Jugendlicher zum VfL Bochum, mit dem er durch einen 5:2-Sieg über Borussia Dortmund den Westdeutschen Pokal der C-Jugendlichen gewann. Als B- und A-Jugendlicher spielte er für den VfL in der U-17-Bundesliga sowie A-Junioren-Bundesliga; in dieser Zeit besuchte er das Lessinggymnasium in Bochum.
Bereits in der Spielzeit 2008/09 der U-19-Bundesliga, seiner ersten Saison in der A-Jugend, konnte sich Vogt durch gute Leistungen für die Herrenmannschaften des VfL empfehlen. Deshalb unterschrieb er, nachdem er am 15. Dezember 2008 sein Debüt in der deutschen U-18-Auswahl gegeben hatte, am 18. Dezember einen ab Sommer 2009 gültigen Profivertrag beim VfL und absolvierte das Winter-Trainingslager mit der Bundesliga-Mannschaft. Ende Februar 2009 bestritt Vogt schließlich seinen ersten Pflichtspieleinsatz, er stand in der Regionalliga-Partie der Zweitvertretung des VfL gegen Preußen Münster in der Startaufstellung. Wegen einer Leistenverletzung konnte er dann erst am 18. April 2009 seinen zweiten Einsatz im Herrenbereich absolvieren, diesmal allerdings als Einwechselspieler in der Bundesliga-Mannschaft, die in der Spielzeit 2008/09 gegen den Abstieg spielte und 14. der Abschlusstabelle wurde.
2009/10 spielte Vogt, auch wegen mehrerer Verletzungen, nicht mehr für Bochums Profimannschaft, die in dieser Spielzeit den Abstieg in die 2. Bundesliga nicht mehr abwenden konnte. Stattdessen wurde er in sechs Spielen des Regionalligateams, neun Partien der A-Jugend und in drei Begegnungen der deutschen U-19-Auswahl eingesetzt.
Vogt profitierte vom Bochumer Abstieg; er gehörte in der folgenden Zweitligasaison 2010/11 erneut zum Profikader des VfL. Zwar wurde er auch weiterhin für die Reservemannschaft in der Regionalliga aufgeboten, ab November 2010 entwickelte er sich aber mit insgesamt 19 Partien zur Stammkraft im Profiteam. Hierdurch empfahl sich Vogt auch für seine ersten Einsätze in der U-20- und der U-21-Auswahl Deutschlands, die er jeweils im Frühjahr 2011 absolvierte. Zum Saisonende belegte Bochum Platz 3, wodurch der Verein um den Aufstieg in die Bundesliga spielen durfte. Ohne Vogts Beteiligung verlor der VfL die Relegation gegen Borussia Mönchengladbach, er musste auch 2011/12 in der Zweiten Liga antreten.

### Kurze Stationen in Augsburg und Köln

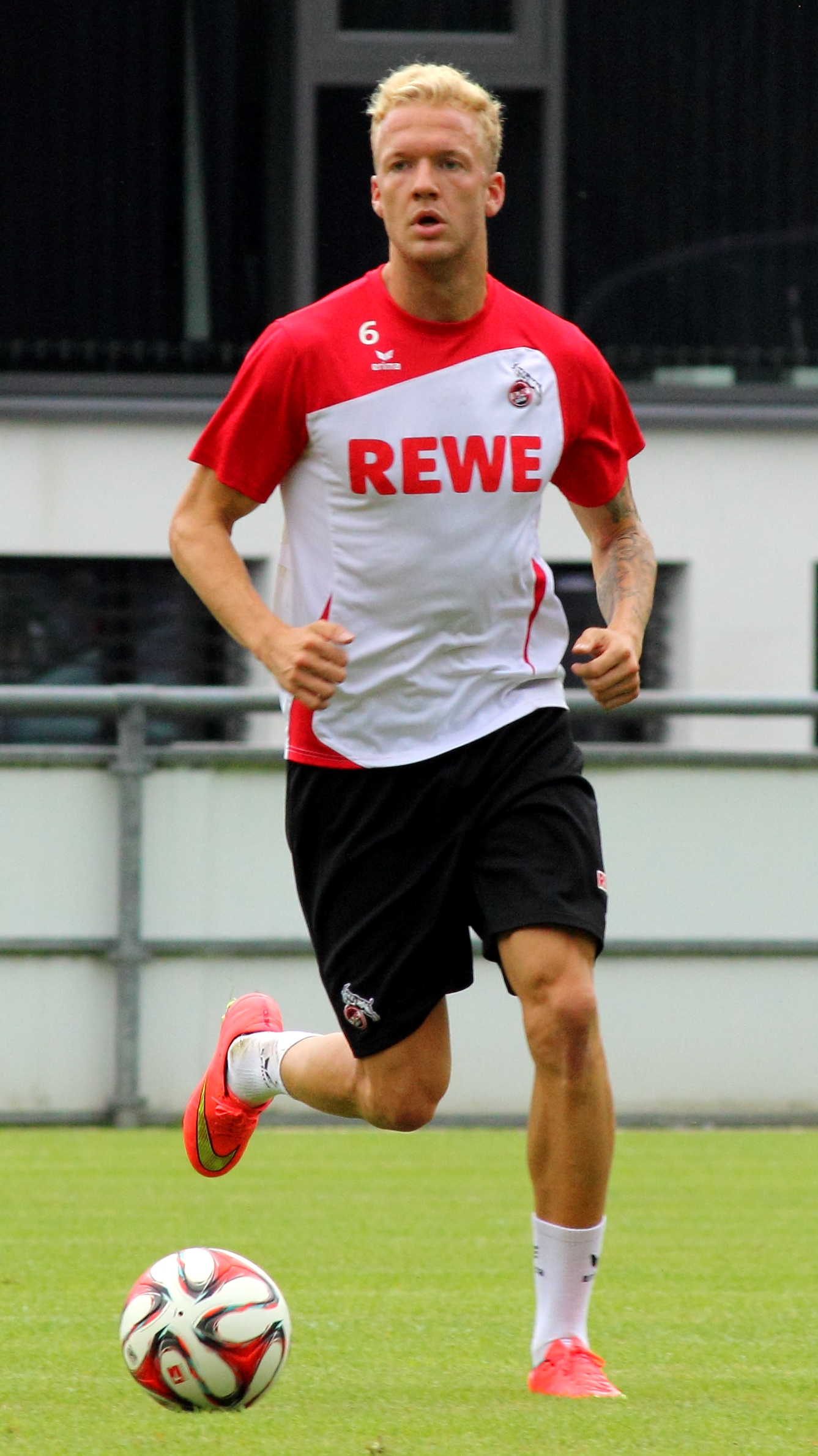
Vogt beim 1. FC Köln (2014)

Zur Saison 2012/13 wechselte Vogt zum Erstligisten FC Augsburg, bei dem er einen Dreijahresvertrag unterschrieb. Er absolvierte für die Schwaben in zwei Spielzeiten 56 Partien, in denen er zwei Tore erzielte.
Zur Spielzeit 2014/15 wechselte Vogt zum 1. FC Köln, für den er in seiner ersten Saison einen Ligatreffer beisteuerte.

### Sieben Jahre in Hoffenheim
Zur Saison 2016/17 wechselte Vogt zur TSG 1899 Hoffenheim. Bei der TSG wurde er schnell zu einem wichtigen Stammspieler und spielte dort unter Cheftrainer Julian Nagelsmann nicht im defensiven Mittelfeld, sondern in der Innenverteidigung. In den folgenden Jahren erlebte Vogt mit Hoffenheim die bisher erfolgreichsten Jahre in der Vereinsgeschichte und erreichte mit der TSG in seinem ersten Jahr dort den 4. Tabellenplatz, welcher die Teilnahme an der Qualifikation zur Champions League bedeutete. Vogt und Hoffenheim scheiterten in der Qualifikation am FC Liverpool, konnten sich aber in der Saison 2017/18 über die Bundesliga für die Champions League qualifizieren. Im Sommer 2018 beendete Eugen Polanski seine Spielerkarriere und Kevin Vogt wurde der neue Mannschaftskapitän der TSG Hoffenheim. Zur Winterpause der Saison 2019/20 legte Vogt dieses Amt als Kapitän aufgrund eines zu diesem Zeitpunkt „gestörten Vertrauensverhältnisses“ mit dem neuen Cheftrainer Alfred Schreuder nieder. Unter anderem war der ehemalige Spielführer in vier aufeinanderfolgenden Partien nicht eingesetzt worden.

#### Leihe nach Bremen
Daraufhin wechselte er im Januar 2020 für die restliche Saison per Leihe zum SV Werder Bremen, wo er auf seinen ebenfalls verliehenen Hoffenheimer Teamkollegen Leonardo Bittencourt traf. Auch in Bremen war Vogt in der Innenverteidigung gesetzt und spielte mit seinem neuen Verein im Abstiegskampf der Bundesliga. Den Klassenerhalt konnten Vogt und Bremen erst in der Relegation gegen den 1. FC Heidenheim sichern.
Zur Saison 2020/21 kehrte Vogt zur TSG 1899 Hoffenheim zurück, die Sebastian Hoeneß neu übernommen hatte. Auch unter Hoeneß und seinen Nachfolgern gehörte Vogt in den kommenden Jahren wieder zu den wichtigen Stammspielern der TSG. Vogt und Hoffenheim spielten in der Saison 2020/21 ein zweites Mal in der Europa League, allerdings rutschte der Verein nach den erfolgreichen Jahren unter Nagelsmann in dieser Zeit auch wieder ins Mittelfeld der Bundesliga ab. Insgesamt absolvierte Vogt für Hoffenheim wettbewerbsübergreifend 226 Pflichtspiele.

### Über Berlin zurück nach Bochum
Anfang Januar 2024 wechselte er ligaintern zum 1. FC Union Berlin und unterschrieb dort einen mehrjährigen Vertrag.
Zur Saison 2025/26 kehrte Vogt zum VfL Bochum zurück und unterschrieb beim Bundesliga-Absteiger einen Vertrag bis Sommer 2027.

### Nationalmannschaft
Zwischen 2008 und 2013 absolvierte Vogt 17 Länderspiele für Nachwuchsmannschaften des DFB.

### Sonstiges
In der Saison 2023/2024 der 61. Spielzeit der 1. Fußball-Bundesliga gelang es Kevin Vogt als erst 6. Spieler in der Fußballbundesliga-Historie an ein und demselben Spieltag für zwei Klubs zu spielen. Hintergrund ist ein Nachholspiel des neuen Klubs 1. FC Union Berlin gegen den FC Bayern München am 13. Spieltag. Zu diesem Zeitpunkt spielte Vogt noch bei der TSG 1899 Hoffenheim.
Beim 2:1 von Union Berlin gegen Borussia Dortmund am 5. Oktober 2024 verwandelte Kevin Vogt einen Foulelfmeter zur 1:0-Führung. Zuvor hatte er zuletzt am 18. Oktober 2014 getroffen – ebenfalls zum 1:0 bei einem 2:1 gegen den BVB, damals aber für den 1. FC Köln. Damit beendete er nach 275 Spielen die längste Torlosserie eines Feldspielers in der Geschichte der Fußball-Bundesliga.